# Brandholmens flygplats
Brandholmens flygplats  även kallat Nyge-fältet (IATA: -, ICAO: ESCY) var från början av 1960-talet och fram till 1984 en flygplats cirka 1 km sydost om Nyköping i Södermanlands län. 

## Historik
Flygfältet, som anlades under början av 1960-talet, bestod till en början av ett grässtråk och en rullbana i asfalt. Flygfältet var ett så kallat civilt flygfält, men hade utöver Nyge Aero även Artilleriflygskolan (ArtflygS) som hyresgäst. Nyge Aero hade en flygverkstad vid fältet och bedrev en agentur för Piper-flygplan. Utöver dessa fanns även Nyköpings flygklubb vid fältet. Flygfältet var även en sjöflygplats, då bojar och slip fanns söder om bana 14.
År 1980 avvecklades Södermanlands flygflottilj och Skavsta flygplats kom då att stå tomt. Nyköpings kommun beslutade att stänga flygplatsen vid Brandholmen, vilket skedde 1984, och göra om Skavsta till en kommersiell flygplats under namnet Nyköping-Oxelösunds Flygplats. All verksamhet vid Brandholmen flyttade över till Skavsta år 1984. Artilleriflygskolan, som vid den tidpunkten bytt namn till Arméflygskolan, blev dock inte långvarig vid Skavsta, utan omlokaliserades redan året därpå till Malmens flygplats utanför Linköping.
Det tidigare flygplatsområdet på Brandholmen är idag (2016) en stadsdel med blandad bostadsbebyggelse. Den enda flygverksamhet som bedrivs vid det gamla flygfältet är genom Nyköpings Modellklubb (NMK), som nyttjar den östra banändan av bana 08 för sina radiostyrda modellflygplan.

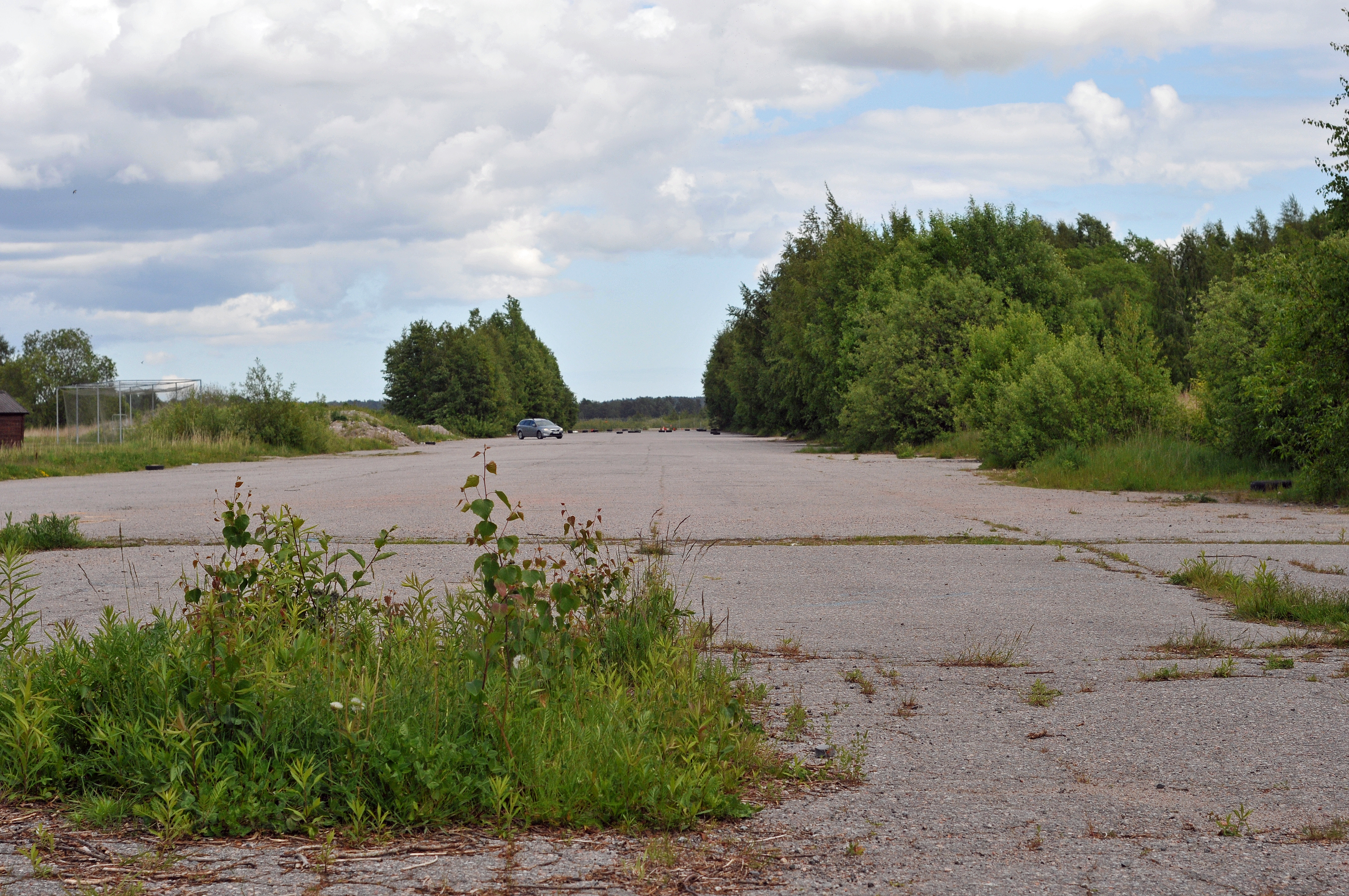
Den nedlagda landningsbanan 2012.
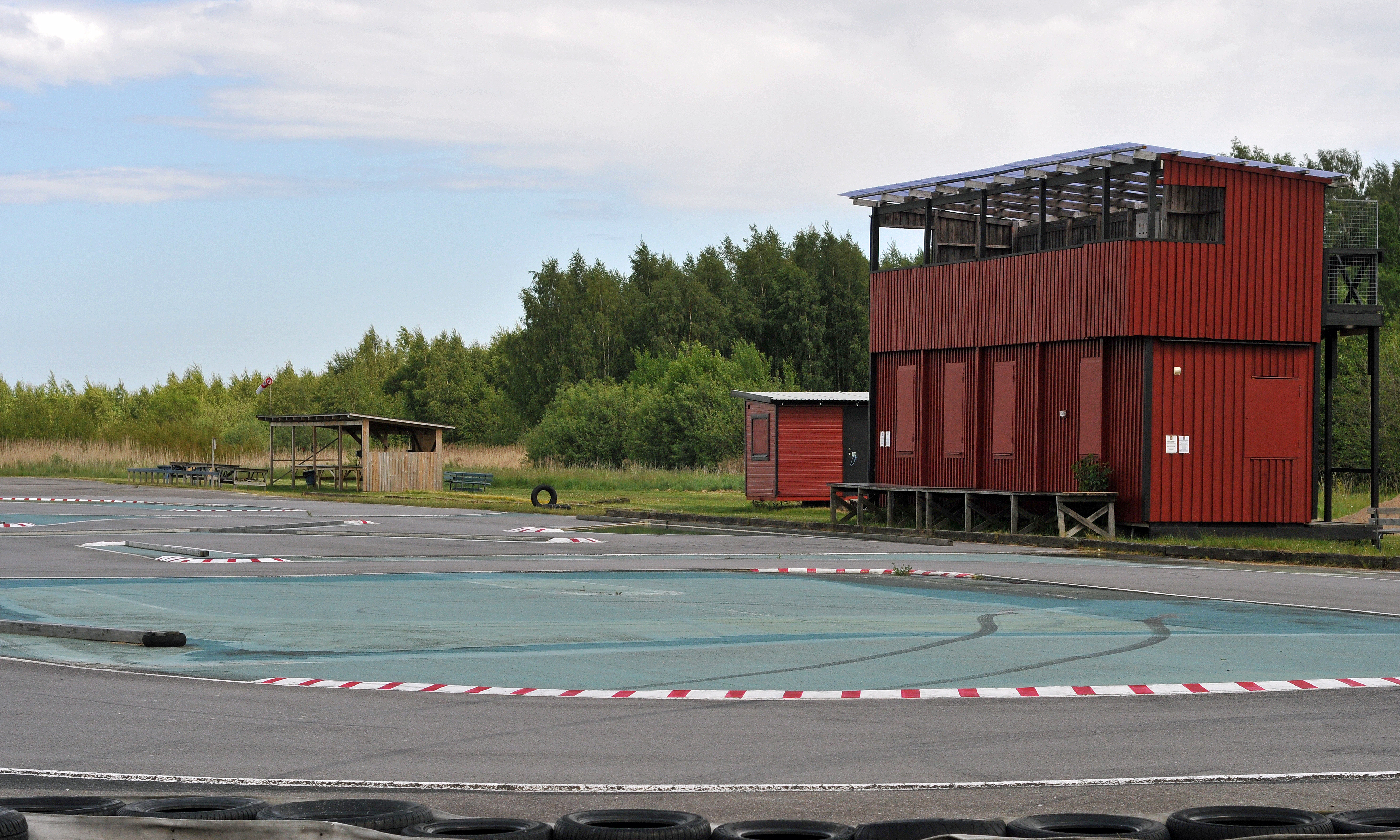
Nyköpings Modellklubbs fält för modellflygplan.

## Händelser
Även om flygfältet inte var anpassat för flygplan större än Nyge areos licenstillverkade Piper Aircraft, utspelade sig en större händelse den 3 oktober 1971. En rote J 35F Draken från Västmanlands flygflottilj hade varit på höstmanövern Fenix och skulle gå ner på Skavsta. Dock misstog de båda piloterna Brandholmen för Skavsta och landade på flygfältets 800 meter långa rullbana. Rote-ettan lyckades trots för kort bana landa medan rote-tvåan fick stopp på sitt flygplan i vasskanten till Stadsfjärden. Båda flygplanen transporteras sedan landvägen till Skavsta men tvåan kunde inte repareras och avskrevs därför.
I samband med tankning av en av arméns Fpl 53 den 19 januari 1976 lossnade en tankslang från tankbilen vilket orsakade en förödande brand. Förutom flygplansindivid W84 totalförstördes även en Fpl 61C. Inga personskador.